# Carl Kjersmeier
Carl Ludvig Vilhelm Rømer Nutzhorn Kjersmeier (født 14. december 1889 i Vejle, død 16. juni 1961) var en dansk jurist, digter og kunstsamler.

## Karriere
Han var søn af arrestforvarer Carl Ferdinand Kjersmeier og Oscarline Juliette Ludvigine Bøhm og blev opkaldt efter amtmanden Carl Ludvig Vilhelm Rømer von Nutzhorn. I 1907 blev Carl Kjersmeier student og påbegyndte jurastudiet, og samme år udgav han sin første digtsamling. Resten af sit liv delte han mellem den juridiske karriere og tilværelsen som digter, forfatter, kunstelsker, -kender og -samler. Han blev cand.jur. 1915, var 1916-17 sekretær i Nationalforeningen til Tuberkulosens Bekæmpelse og 1919 fuldmægtig i Arbejdernes Byggeforening. Han var så i mange år ansat ved Københavns Byret 1919-45, hvor han avancerede fra sekretær til fuldmægtig. 1923-24 var han tillige fungerende sekretær i Finansministeriets 1. Revisionsdepartement.

## Samler
I tiden efter 1. verdenskrig begyndte han og hustruen, cand.jur. Amalie Kjersmeier, født Edelsten (1891-1967, borgerligt gift i København 20. april 1917), at samle på eksotisk kunst, især afrikansk. Det var Kjersmeiers ambition at samle en "komplet" samling af afrikansk kunst fra alle stilområder. Han købte derfor også ting af moderat kunstnerisk kvalitet, hvis et område ikke på anden måde kunne blive repræsenteret i samlingen.
Fra 1910 foretoget han talrige rejser i Europa og til Madeira, hovedsagelig til studier i etnografiske museer. 1931-32 var både han og hustruen på forskningsrejse til Fransk Vestafrika (Sudan, Øvre Volta og Guinea mv.). Han var præsident for sektionen "Afrikansk Etnografi" ved Congrés International d'Anthropologie et d'Ethnologie i København 1938 og for sektionen "Primitiv Kunst" ved sammes kongres i Bruxelles 1948.
Samlingen voksede med tiden til ca. 1.400 skulpturer, blev betragtet som en af verdens førende og blev tidligt testamenteret til Nationalmuseets Etnografiske Samling, som overtog den i 1968.
Carl Kjersmeier skrev også en lang række artikler til tidsskrifter for kunst, antropologi og geografi og blev internationalt regnet for en førende ekspert i afrikansk kunst. 